# Championnat d'Espagne de football de deuxième division 1939-1940
Navigation
Segunda División 1935-36 Segunda División 1940-41
Le championnat d'Espagne de football de deuxième division 1939-1940 est la 9e édition du championnat. Organisé par la Fédération espagnole de football, le championnat se déroule du 3 décembre 1939 au 5 mai 1940. C'est la première édition du championnat disputée depuis la fin de la guerre d'Espagne.
La compétition est remportée par le Murcie FC, qui devance, lors de la phase de promotion, le Deportivo La Corogne et Cadix FC aux points obtenus en confrontations directes puisque les trois équipes ont terminés avec le même nombre de points. Le Murcie FC est promu en première division, tandis que le Deportivo La Corogne affronte le 10e de première division, le Club Celta, lors d'un barrage en match unique, pour déterminer la dernière équipe qui complétera la prochaine édition du championnat de première division.

## Règlement de la compétition
Le nombre de participants passe de vingt-quatre à quarante.
La compétition se déroule en deux phases. 
La première phase regroupent les quarante participants, répartis en cinq groupes de huit. La compétition se déroule selon un système de ligue, où les huit équipes s'affrontent à deux reprises, une fois à domicile et une fois à l'extérieur, soit un total de quatorze matches. L'ordre des matches est déterminé par un tirage au sort avant le début de la compétition.
Le classement final est établi sur le nombre des points obtenus lors de chaque rencontre, à raison de deux points par match gagné, un pour un match nul et aucun pour une défaite. Si, à la fin de la première phase, deux équipes ont le même nombre de points, les critères établis par le règlement pour départager les équipes sont les suivants :
1. Les confrontations directes entre les équipes à égalité.
2. Si l'égalité persiste, celui qui a la meilleure différences de buts.

Le premier de chaque groupe se qualifie pour la phase de promotion du championnat. La phase de promotion est composée de cinq équipes et se déroule sur les mêmes critères que la première phase. Le premier est promu en première division, tandis que le deuxième dispute un barrage de promotion/relégation contre le 10e de première division pour tenter de décrocher sa place dans l'élite. Les relégations sont décidées par la fédération.

## Équipes participantes
| \| La Corogne Oriamendi Ferrol Salamanque Sporting Avilesino Torrelavega Valladolid Alavés Arenas Baracaldo Donostia Erandio Osasuna Sestao Unión Badalona Castellón Constancia Gerona Granollers Levante Majorque Sabadell Alicante Burjassot Cartagena Elche Ferroviaria Imperial Imperio Murcie Cadix Ceuta Racing Malacitano Onuba Grenade Tánger Xerez \| Localisation des clubs engagés dans le championnat. |
| La Corogne Oriamendi Ferrol Salamanque Sporting Avilesino Torrelavega Valladolid Alavés Arenas Baracaldo Donostia Erandio Osasuna Sestao Unión Badalona Castellón Constancia Gerona Granollers Levante Majorque Sabadell Alicante Burjassot Cartagena Elche Ferroviaria Imperial Imperio Murcie Cadix Ceuta Racing Malacitano Onuba Grenade Tánger Xerez                                                           |

| Légende : Groupe 1 Groupe 2 Groupe 3 Groupe 4 Groupe 5 |

| Clubs                | Ville       | Stade            |
| -------------------- | ----------- | ---------------- |
| Deportivo La Corogne | La Corogne  | Riazor           |
| RD Oriamendi (en)    | Gijón       | Las Palmeras     |
| Racing Ferrol        | Ferrol      | El Inferniño     |
| UD Salamanque        | Salamanque  | El Calvario      |
| Sporting de Gijón    | Gijón       | El Molinón       |
| Stadium Avilesino    | Avilés      | Las Arobias      |
| CD Torrelavega       | Torrelavega | El Malecón       |
| Valladolid Deportivo | Valladolid  | Sociedad Taurina |

| Clubs              | Ville           | Stade        |
| ------------------ | --------------- | ------------ |
| Deportivo Alavés   | Vitoria         | Mendizorroza |
| Arenas Club        | Guecho          | Ibaiondo     |
| Baracaldo FC       | Baracaldo       | Lasesarre    |
| Donostia FC        | Saint-Sébastien | Atocha       |
| Club Erandio       | Erandio         | Ategorri     |
| CA Osasuna         | Pampelune       | San Juan     |
| Sestao SC          | Sestao          | Las Llanas   |
| Unión Club de Irun | Irun            | Stadium Gal  |

| Clubs                 | Ville                 | Stade           |
| --------------------- | --------------------- | --------------- |
| FC Badalona           | Badalone              | Avenida Navarra |
| CD Castellón          | Castellón de la Plana | El Sequiol      |
| Constancia FC         | Inca                  | Camp d'Es Cos   |
| Gerona FC             | Gérone                | Vista Alegre    |
| CD Granollers (es)    | Granollers            | Calle Gerona    |
| UD Levante-Gimnástico | Valence               | Vallejo         |
| CD Majorque           | Palma                 | Buenos Aires    |
| CS Sabadell           | Sabadell              | Creu Alta       |

| Clubs               | Ville      | Stade             |
| ------------------- | ---------- | ----------------- |
| Alicante FC         | Alicante   | La Viña           |
| Burjasot FC (es)    | Burjassot  | El Basot          |
| Cartagena FC (es)   | Carthagène | El Almarjal       |
| Elche FC            | Elche      | Altabix           |
| AD Ferroviaria (es) | Madrid     | Campo de Delicias |
| Imperial FC (es)    | Murcie     | Zarandona         |
| Imperio FC (es)     | Madrid     | El Cafeto         |
| Murcie FC           | Murcie     | La Condomina      |

| Clubs              | Ville                | Stade             |
| ------------------ | -------------------- | ----------------- |
| Cadix FC           | Cadix                | Mirandilla        |
| Ceuta SC (es)      | Ceuta                | Campo de Deportes |
| CD Malacitano (es) | Málaga               | Baños del Carmen  |
| Ónuba FC           | Huelva               | Velódromo         |
| Racing FC (es)     | Cordoue              | América           |
| Recreativo Grenade | Grenade              | Los Cármenes      |
| EHA Tánger (es)    | Tanger               | El Marchán        |
| Xerez FC (es)      | Jerez de la Frontera | Domecq            |

## Compétition

### Première phase

#### Groupe 1

##### Classement
| Rang | Équipe               | Pts | J  | G  | N | P  | Bp | Bc | Diff |
| ---- | -------------------- | --- | -- | -- | - | -- | -- | -- | ---- |
| 1    | Deportivo La Corogne | 22  | 14 | 10 | 2 | 2  | 38 | 10 | +28  |
| 2    | Racing Ferrol P      | 22  | 14 | 9  | 4 | 1  | 40 | 13 | +27  |
| 3    | Sporting de Gijón    | 17  | 14 | 7  | 3 | 4  | 28 | 17 | +11  |
| 4    | RD Oriamendi (en) P  | 15  | 14 | 7  | 1 | 6  | 28 | 29 | -1   |
| 5    | UD Salamanque P      | 12  | 14 | 4  | 4 | 6  | 25 | 36 | -11  |
| 6    | Valladolid Deportivo | 8   | 14 | 4  | 0 | 10 | 24 | 35 | -11  |
| 7    | Stadium Avilesino    | 8   | 14 | 3  | 2 | 9  | 20 | 40 | -20  |
| 8    | CD Torrelavega P     | 8   | 14 | 3  | 2 | 9  | 16 | 39 | -23  |

Qualification et relégation
- 1er : qualification pour la phase de promotion
- 4e : relégation en ligues régionales
- 8e : relégation en Tercera División

Abréviations
- P : Promus de ligues régionales

##### Résultats
| Résultats (▼dom., ►ext.)                                   | DEP | ORI | RFE | SAL | SPO | STA | TOR | VLL |
| Deportivo La Corogne                                       |     | 4-0 | 1-0 | 9-0 | 2-0 | 6-0 | 4-0 | 4-1 |
| RD Oriamendi (en)                                          | 3-2 |     | 2-3 | 5-3 | 0-2 | 3-1 | 5-1 | 3-1 |
| Racing Ferrol                                              | 1-1 | 2-0 |     | 4-0 | 1-1 | 5-0 | 8-1 | 2-1 |
| UD Salamanque                                              | 0-0 | 4-1 | 1-2 |     | 1-1 | 2-1 | 3-0 | 8-1 |
| Sporting de Gijón                                          | 3-0 | 1-2 | 1-1 | 5-1 |     | 2-4 | 2-0 | 2-1 |
| Stadium Avilesino                                          | 1-2 | 1-1 | 2-6 | 0-0 | 0-2 |     | 3-1 | 6-2 |
| CD Torrelavega                                             | 1-2 | 4-2 | 1-1 | 2-2 | 0-3 | 4-1 |     | 1-0 |
| Valladolid Deportivo                                       | 0-1 | 0-1 | 1-4 | 5-0 | 4-3 | 4-0 | 3-0 |     |
| - Victoire à domicile - Match nul - Victoire à l'extérieur |     |     |     |     |     |     |     |     |

#### Groupe 2

##### Classement
| Rang | Équipe             | Pts | J  | G  | N | P  | Bp | Bc | Diff |
| ---- | ------------------ | --- | -- | -- | - | -- | -- | -- | ---- |
| 1    | Donostia FC        | 25  | 14 | 12 | 1 | 1  | 53 | 11 | +42  |
| 2    | CA Osasuna R       | 21  | 14 | 10 | 1 | 3  | 33 | 11 | +22  |
| 3    | Unión Club de Irun | 14  | 14 | 6  | 2 | 6  | 24 | 33 | -9   |
| 4    | Sestao SC          | 13  | 14 | 4  | 5 | 5  | 27 | 31 | -4   |
| 5    | Baracaldo FC       | 12  | 14 | 4  | 4 | 6  | 19 | 25 | -6   |
| 6    | Club Erandio       | 11  | 14 | 5  | 1 | 8  | 24 | 30 | -6   |
| 7    | Arenas Club        | 9   | 14 | 4  | 1 | 9  | 25 | 44 | -19  |
| 8    | Deportivo Alavés   | 7   | 14 | 3  | 1 | 10 | 16 | 36 | -20  |

Qualification et relégation
- 1er : qualification pour la phase de promotion
- 4e, 6e et 8e : relégation en Tercera División

Abréviations
- R : Relégué de Primera División 1935-1936

##### Résultats
| Résultats (▼dom., ►ext.)                                   | ALA | ARE | BAR | DON | ERA | OSA | SES | UNI |
| Deportivo Alavés                                           |     | 3-4 | 0-0 | 3-2 | 0-2 | 0-6 | 3-2 | 3-2 |
| Arenas Club                                                | 3-0 |     | 1-1 | 0-4 | 1-5 | 2-6 | 1-4 | 4-0 |
| Baracaldo FC                                               | 2-0 | 4-2 |     | 4-2 | 3-2 | 0-3 | 2-2 | 1-3 |
| Donostia FC                                                | 1-0 | 1-3 | 2-0 |     | 0-1 | 1-3 | 4-0 | 1-0 |
| Club Erandio                                               | 2-1 | 3-0 | 3-0 | 2-1 |     | 2-1 | 6-0 | 4-1 |
| CA Osasuna                                                 | 2-0 | 7-0 | 3-1 | 8-0 | 2-1 |     | 4-0 | 1-1 |
| Sestao SC                                                  | 3-1 | 3-2 | 1-1 | 3-3 | 0-0 | 1-2 |     | 6-0 |
| Unión Club de Irun                                         | 5-2 | 3-2 | 1-0 | 3-2 | 1-0 | 2-5 | 2-2 |     |
| - Victoire à domicile - Match nul - Victoire à l'extérieur |     |     |     |     |     |     |     |     |

#### Groupe 3

##### Classement
| Rang | Équipe                | Pts | J  | G | N | P  | Bp | Bc | Diff |
| ---- | --------------------- | --- | -- | - | - | -- | -- | -- | ---- |
| 1    | UD Levante-Gimnástico | 20  | 14 | 9 | 2 | 3  | 33 | 19 | +14  |
| 2    | CS Sabadell           | 16  | 14 | 7 | 2 | 5  | 28 | 23 | +5   |
| 3    | Gerona FC             | 15  | 14 | 6 | 3 | 5  | 28 | 24 | +4   |
| 4    | CD Castellón P        | 14  | 14 | 7 | 0 | 7  | 26 | 23 | +3   |
| 5    | Constancia FC P       | 14  | 14 | 6 | 2 | 6  | 22 | 30 | -8   |
| 6    | CD Granollers (es) P  | 14  | 14 | 6 | 2 | 6  | 31 | 30 | +1   |
| 7    | CD Majorque P         | 13  | 14 | 5 | 3 | 6  | 32 | 27 | +5   |
| 8    | FC Badalona           | 6   | 14 | 3 | 0 | 11 | 25 | 49 | -24  |

Qualification et relégation
- 1er : qualification pour la phase de promotion
- 5e et 6e : relégation en Tercera División
- 7e : relégation en ligues régionales

Abréviations
- P : Promus de ligues régionales

##### Résultats
| Résultats (▼dom., ►ext.)                                   | BAD | CAS | CON | GER | GRA | LEV | MAJ | SAB |
| FC Badalona                                                |     | 4-2 | 3-1 | 1-2 | 1-3 | 1-2 | 4-3 | 0-1 |
| CD Castellón                                               | 3-1 |     | 5-1 | 0-2 | 3-0 | 1-2 | 3-2 | 2-0 |
| Constancia FC                                              | 4-2 | 3-1 |     | 1-3 | 2-0 | 3-2 | 1-1 | 1-0 |
| Gerona FC                                                  | 5-1 | 0-1 | 3-1 |     | 1-1 | 1-2 | 2-4 | 2-2 |
| CD Granollers (es)                                         | 5-2 | 1-3 | 4-1 | 3-1 |     | 4-1 | 6-1 | 0-3 |
| UD Levante-Gimnástico                                      | 6-2 | 2-0 | 4-0 | 3-1 | 1-1 |     | 2-2 | 4-0 |
| CD Majorque                                                | 6-0 | 3-1 | 1-2 | 2-2 | 4-1 | 0-1 |     | 2-0 |
| CS Sabadell                                                | 6-3 | 2-1 | 1-1 | 2-3 | 6-2 | 3-1 | 2-1 |     |
| - Victoire à domicile - Match nul - Victoire à l'extérieur |     |     |     |     |     |     |     |     |

#### Groupe 4

##### Classement
| Rang | Équipe                | Pts | J  | G  | N | P | Bp | Bc | Diff |
| ---- | --------------------- | --- | -- | -- | - | - | -- | -- | ---- |
| 1    | Murcie FC             | 22  | 14 | 11 | 0 | 3 | 38 | 16 | +22  |
| 2    | AD Ferroviaria (es) P | 20  | 14 | 9  | 2 | 3 | 39 | 23 | +16  |
| 3    | Alicante FC P         | 14  | 14 | 6  | 2 | 6 | 27 | 33 | -6   |
| 4    | Imperio FC (es) P     | 14  | 14 | 6  | 2 | 6 | 32 | 33 | -1   |
| 5    | Cartagena FC (es) P   | 13  | 14 | 5  | 3 | 6 | 16 | 22 | -6   |
| 6    | Burjasot FC (es) P    | 12  | 14 | 5  | 2 | 7 | 38 | 33 | +5   |
| 7    | Elche FC              | 9   | 14 | 3  | 3 | 8 | 20 | 30 | -10  |
| 8    | Imperial FC (es) P    | 8   | 14 | 3  | 2 | 9 | 17 | 37 | -20  |

Qualification et relégation
- 1er : qualification pour la phase de promotion
- 2e, 3e et 7e : relégation en Tercera División
- 4e, 6e et 8e : relégation en ligues régionales

Abréviations
- P : Promus de ligues régionales

##### Résultats
| Résultats (▼dom., ►ext.)                                   | ALI | BUR | CAR | ELC | FER | IML | IMO | MUR |
| Alicante FC                                                |     | 3-2 | 1-2 | 3-2 | 5-4 | 5-1 | 2-0 | 2-3 |
| Burjasot FC (es)                                           | 4-2 |     | 1-2 | 5-2 | 0-4 | 5-0 | 3-3 | 2-4 |
| Cartagena FC (es)                                          | 1-2 | 0-0 |     | 4-1 | 0-0 | 1-0 | 0-1 | 2-0 |
| Elche FC                                                   | 0-0 | 1-0 | 2-2 |     | 1-2 | 4-1 | 3-2 | 0-2 |
| AD Ferroviaria (es)                                        | 4-1 | 2-0 | 5-1 | 3-1 |     | 3-1 | 5-3 | 2-1 |
| Imperial FC (es)                                           | 3-0 | 2-8 | 1-0 | 1-1 | 2-2 |     | 2-0 | 0-1 |
| Imperio FC (es)                                            | 1-1 | 2-5 | 4-1 | 3-2 | 4-3 | 5-2 |     | 2-4 |
| Murcie FC                                                  | 6-0 | 6-3 | 4-0 | 2-0 | 3-0 | 2-1 | 0-2 |     |
| - Victoire à domicile - Match nul - Victoire à l'extérieur |     |     |     |     |     |     |     |     |

#### Groupe 5

##### Classement
| Rang | Équipe             | Pts | J  | G  | N | P  | Bp | Bc | Diff |
| ---- | ------------------ | --- | -- | -- | - | -- | -- | -- | ---- |
| 1    | Cadix FC           | 23  | 14 | 11 | 1 | 2  | 40 | 15 | +25  |
| 2    | Recreativo Grenade | 22  | 14 | 9  | 4 | 1  | 36 | 16 | +20  |
| 3    | CD Malacitano (es) | 20  | 14 | 9  | 2 | 3  | 36 | 19 | +17  |
| 4    | Racing FC (es) P   | 14  | 14 | 6  | 2 | 6  | 33 | 35 | -2   |
| 5    | Xerez FC (es)      | 14  | 14 | 5  | 4 | 5  | 21 | 23 | -2   |
| 6    | Ónuba FC P         | 9   | 14 | 3  | 3 | 8  | 29 | 43 | -14  |
| 7    | Ceuta SC (es) P    | 9   | 14 | 4  | 1 | 9  | 19 | 33 | -14  |
| 8    | EHA Tánger (es) P  | 1   | 14 | 0  | 1 | 13 | 15 | 45 | -30  |

Qualification et relégation
- 1er : qualification pour la phase de promotion
- 6e et 7e : relégation en Tercera División
- 8e : relégation en ligues régionales

Abréviations
- P : Promus de ligues régionales

##### Résultats
| Résultats (▼dom., ►ext.)                                   | CAD | CEU | MAL | ONU | RAC | REC | TAN | XER |
| Cadix FC                                                   |     | 4-0 | 4-0 | 4-1 | 4-0 | 2-2 | 2-0 | 2-0 |
| Ceuta SC (es)                                              | 1-2 |     | 2-1 | 2-1 | 2-4 | 0-1 | 2-1 | 1-2 |
| CD Malacitano (es)                                         | 5-3 | 4-0 |     | 7-1 | 1-1 | 2-0 | 4-2 | 1-1 |
| Ónuba FC                                                   | 1-4 | 3-1 | 1-2 |     | 5-3 | 2-2 | 5-2 | 2-2 |
| Racing FC (es)                                             | 1-2 | 3-2 | 1-3 | 3-2 |     | 1-1 | 5-3 | 2-3 |
| Recreativo Grenade                                         | 2-1 | 5-1 | 1-0 | 7-2 | 5-2 |     | 4-1 | 2-0 |
| EHA Tánger (es)                                            | 1-4 | 0-3 | 1-2 | 2-2 | 1-4 | 1-3 |     | 0-3 |
| Xerez FC (es)                                              | 1-2 | 2-2 | 1-4 | 2-1 | 1-3 | 1-1 | 2-0 |     |
| - Victoire à domicile - Match nul - Victoire à l'extérieur |     |     |     |     |     |     |     |     |

### Phase de promotion

#### Classement
| Rang | Équipe                | Pts | J | G | N | P | Bp | Bc | Diff |
| ---- | --------------------- | --- | - | - | - | - | -- | -- | ---- |
| 1    | Murcie FC             | 9   | 8 | 4 | 1 | 3 | 15 | 16 | -1   |
| 2    | Deportivo La Corogne  | 9   | 8 | 4 | 1 | 3 | 15 | 11 | +4   |
| 3    | Cadix FC              | 9   | 8 | 3 | 3 | 2 | 16 | 13 | +3   |
| 4    | UD Levante-Gimnástico | 8   | 8 | 3 | 2 | 3 | 13 | 14 | -1   |
| 5    | Donostia FC           | 5   | 8 | 2 | 1 | 5 | 12 | 17 | -5   |

Promotion
- 1er : promotion en Primera División
- 2e : qualification pour les barrages de promotion

Le 5 mai 1935, le Murcie FC est sacré champion en s'imposant 2 but à 0 face au Cadix FC et est promu pour la première fois de son histoire en première division.

#### Résultats
| Résultats (▼dom., ►ext.)                                   | CAD | DEP | DON | LEV | MUR |
| Cadix FC                                                   |     | 2-1 | 5-0 | 3-3 | 0-2 |
| Deportivo La Corogne                                       | 2-2 |     | 1-0 | 3-0 | 3-0 |
| Donostia FC                                                | 0-1 | 1-3 |     | 2-3 | 3-1 |
| UD Levante-Gimnástico                                      | 1-1 | 3-0 | 0-3 |     | 2-0 |
| Murcie FC                                                  | 4-2 | 3-2 | 3-3 | 2-1 |     |
| - Victoire à domicile - Match nul - Victoire à l'extérieur |     |     |     |     |     |

### Barrages de promotion/relégation
À la fin de la saison, le 10e de Primera División affronte le 2e de Segunda División en un match unique disputé à Madrid, le vainqueur obtient sa place en Primera División 1940-1941 et le perdant obtient sa place en Segunda División 1940-1941.
| Match aller | Club Celta (D1) | 1 – 0   | (D2) Deportivo La Corogne | Stade de Chamartín, Madrid |                            |
| 15 mai 1940 | Nolete 88e      | (0 – 0) |                           | Arbitrage : Pedro Escartín | Arbitrage : Pedro Escartín |
| 15 mai 1940 | Rapport         |         |                           | Arbitrage : Pedro Escartín | Arbitrage : Pedro Escartín |

Le Club Celta obtient son maintien en Primera División, et le Deportivo La Corogne reste en Segunda División.

## Bilan de la saison
| Championnat d'Espagne de football de deuxième division 1939-1940 |                       |
| Champion                                                         | Murcie FC (1er titre) |
| Dauphin                                                          | Deportivo La Corogne  |
| Promotions et relégations                                        |                       |
| Promus en Primera División                                       | Murcie FC             |
| Relégués en Segunda División                                     | Betis Balompié        |
| Relégués en Segunda División                                     | Racing Santander      |
| Promus en Segunda División                                       | aucun                 |
| Relégués en Tercera División                                     | RD Oriamendi (en)     |
| Relégués en Tercera División                                     | CD Torrelavega        |
| Relégués en Tercera División                                     | Sestao SC             |
| Relégués en Tercera División                                     | Club Erandio          |
| Relégués en Tercera División                                     | Deportivo Alavés      |
| Relégués en Tercera División                                     | Constancia FC         |
| Relégués en Tercera División                                     | CD Granollers (es)    |
| Relégués en Tercera División                                     | CD Majorque           |
| Relégués en Tercera División                                     | AD Ferroviaria (es)   |
| Relégués en Tercera División                                     | Alicante FC           |
| Relégués en Tercera División                                     | Imperio FC (es)       |
| Relégués en Tercera División                                     | Burjasot FC (es)      |
| Relégués en Tercera División                                     | Elche FC              |
| Relégués en Tercera División                                     | Imperial FC (es)      |
| Relégués en Tercera División                                     | Onuba FC              |
| Relégués en Tercera División                                     | Ceuta SC (es)         |
| Relégués en Tercera División                                     | EHA Tánger (es)       |

1. 1 2 3 4 5 6  Ces équipes sont relégués en ligues régionales.